# فرناندو فارستیری
فرناندو فارستیری (زاده ۱۵ ژانویه ۱۹۹۰) یک بازیکن فوتبال اهل ایتالیا است.